# Johann von Wickede († 1509)
Johann von Wickede († 1509) war ein deutscher Ratsherr der Hansestadt Lübeck.

## Leben
Johann von Wickede stammte aus der Lübecker Patrizierfamilie Wickede. Er war Sohn des Lübecker Bürgermeisters Hermann von Wickede II. Er wurde 1495 Mitglied der patrizischen Zirkelgesellschaft und 1506 in den Lübecker Rat erwählt.
Wickede bewohnte wohl das Haus seines Vaters in der Königstraße 17 der Lübecker Altstadt. Wickede war verheiratet mit Katharina, einer Tochter des Bürgermeisters Hartwig von Stiten. Nach seinem Tod heiratete Katharina in zweiter Ehe den Bürger Klaus Kapenhagen und 1515 in dritter Ehe den Kaufmann Mathias Mulich.